# Coupe européenne des chemins de fer
La Coupe européenne des chemins de fer, aussi connue sous le nom de Coupe internationale des travailleurs des chemins de fer, était une compétition annuelle de football créée en 1947 et disparue en 2003, opposant des clubs liés aux compagnies de chemins de fer des différents pays européens.

## Histoire
D'abord une coupe opposant des nations entre 1947 et 1958, la coupe concernera ensuite entre 1958 et 1991 uniquement des clubs issus de pays communistes (Bulgarie, Roumanie, URSS ou encore Tchécoslovaquie).
La compétition disparait en 1991 à la chute de l'Union soviétique puis est recréée pour une seule édition en 2003.

## Palmarès
| Saison    | Vainqueur                | Score   | Finaliste            |
| --------- | ------------------------ | ------- | -------------------- |
| 1947      | Yougoslavie              | 2-1     | Hongrie              |
| 1951      | Yougoslavie              | 7-0     | France               |
| 1953-1955 | Autriche                 | 3-2     | Allemagne de l'Ouest |
| 1956-1958 | Yougoslavie              | 2-2     | Allemagne de l'Ouest |
| 1959-1961 | Lokomotiv Sofia          | 1-0     | Rapid Bucarest       |
| 1962-1963 | Lokomotiv Sofia          | 3-0 0-1 | Lokomotiv Moscou     |
| 1966-1968 | Rapid Bucarest           | 3-1 0-1 | Lokomotiv Sofia      |
| 1969-1971 | Kaïrat Almaty            | 1-1 1-0 | Rapid Bucarest       |
| 1974      | Lokomotiv Moscou         | ?       | Lokomotiv Sofia      |
| 1976      | Lokomotiv Moscou         | 5-1     | Lokomotíva Košice    |
| 1979      | Lokomotiv Moscou         | ?       | Lokomotíva Košice    |
| 1983      | Lokomotiv Moscou         | ?       | Lokomotíva Košice    |
| 1987      | Lokomotiv Moscou         | ?       | ?                    |
| 1991      | Lokomotiv Nijni Novgorod | ?       | ?                    |
| 2003      | Lokomotiv Mezdra         | ?       | ?                    |

## Bilan
| Rang | Club                     | Titres | Année                        | Seconde place | Année            |
| ---- | ------------------------ | ------ | ---------------------------- | ------------- | ---------------- |
| 1    | Lokomotiv Moscou         | 5      | 1974, 1976, 1979, 1983, 1987 | 1             | 1962-63          |
| 2    | Yougoslavie              | 3      | 1947, 1951, 1956-58          | 0             |                  |
| 3    | Lokomotiv Sofia          | 2      | 1959-61, 1962-63             | 2             | 1966-68, 1974    |
| 4    | Rapid Bucarest           | 1      | 1966-68                      | 2             | 1959-61, 1969-71 |
| 5    | Autriche                 | 1      | 1953-55                      | 0             |                  |
| 6    | Kaïrat Almaty            | 1      | 1969-71                      | 0             |                  |
| 7    | Lokomotiv Nijni Novgorod | 1      | 1991                         | 0             |                  |
| 8    | Lokomotiv Mezdra         | 1      | 2003                         | 0             |                  |
| 9    | Lokomotíva Košice        | 0      |                              | 3             | 1976, 1979, 1983 |
| 10   | Allemagne de l'Ouest     | 0      |                              | 2             | 1953-55, 1956-58 |
| 11   | Hongrie                  | 0      |                              | 1             | 1947             |
| 12   | France                   | 0      |                              | 1             | 1951             |